# Hersé (fille de Cécrops)
Pour les articles homonymes, voir Hersé (homonymie).
Dans la mythologie grecque, Hersé (en grec ancien : Ἕρση / Hersê, la « rosée », tout comme la fille de Zeus) est la fille de Cécrops,, premier roi d’Athènes. Elle est prêtresse du plus ancien sanctuaire de l’Acropole d’Athènes, l’Érechthéion, avec ses deux sœurs, Aglaure et Pandrose. Elle est présente, lorsque Aglaure ouvre le panier contenant l'enfant Érichthonios. Elle eut deux fils du dieu Hermès, Céphale et Céryx. Elle a également un frère nommé Érysichton,.

## Mythe

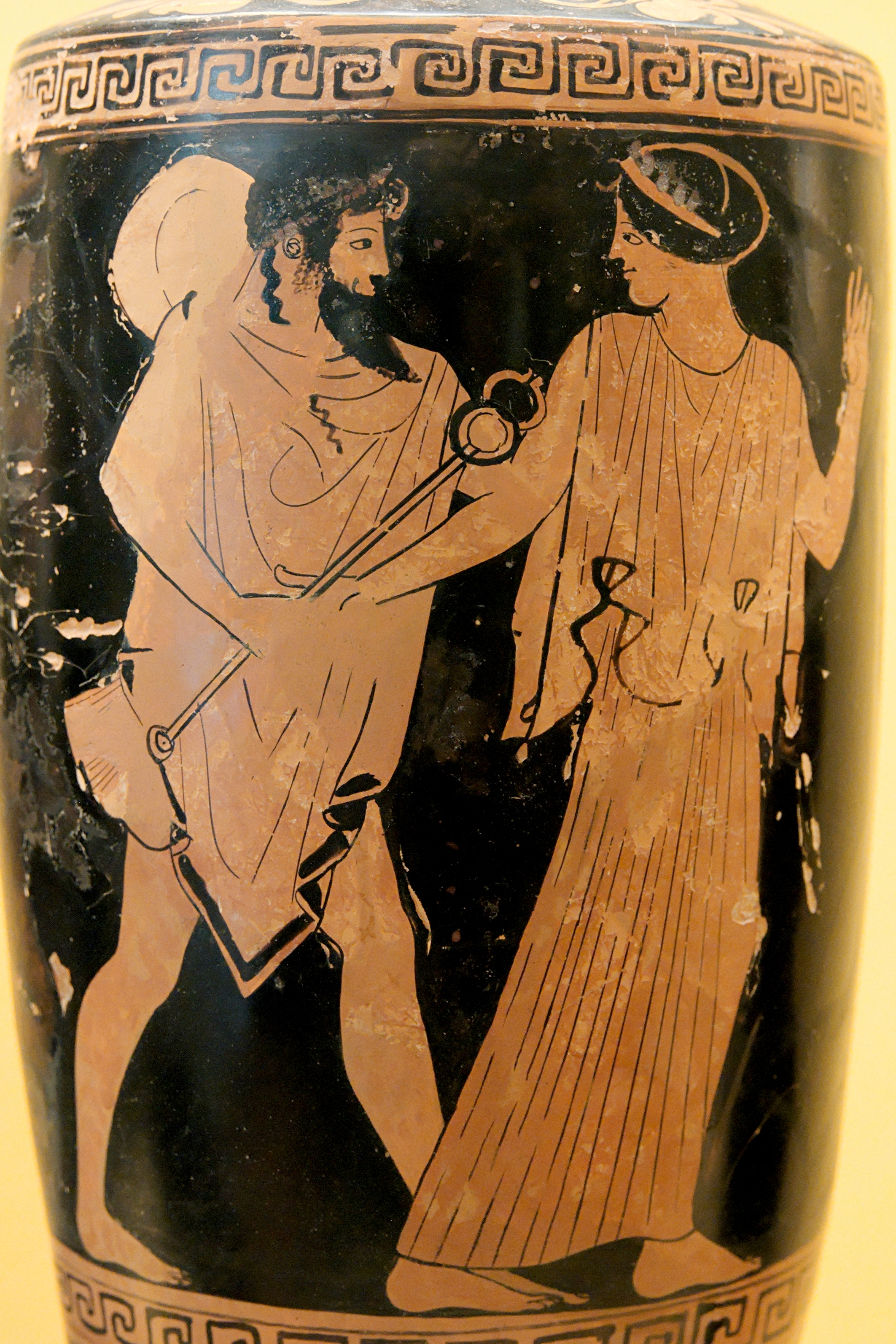
Hermès poursuivant Hersé, lécythe attique à figures rouges, 470 av. J.-C, musée archéologique national de Madrid.

Un jour, Hermès arrive au palais de Cécrops, car il est épris d’Hersé. En chemin, il rencontre Aglaure, à qui il offre une somme d’argent en échange de sa coopération. Cependant, Athéna demande à l’Envie de répandre la jalousie chez Aglaure. Celle-ci décide alors de revenir sur cet accord et d’empêcher Hermès d’entrer, car sa chambre était un passage obligé pour pénétrer chez Hersé. Celui-ci la transforme alors en statue de pierre afin de pouvoir vivre son idylle. De cette union sont nés Céphale et Céryx.

## Sources
- Ovide, Métamorphoses [détail des éditions] [lire en ligne], II.